# Brycon alburnus
Brycon alburnus är en fiskart som först beskrevs av Günther, 1860.  Brycon alburnus ingår i släktet Brycon och familjen Characidae. Inga underarter finns listade.